# Evropská silnice E451
Evropská silnice E451 je evropská silnice třídy B vedoucí z německého města Gießen do Mannheimu. Celková délka je 144 km.

## Trasa
- Německo
  - E40, E4, E44 Giessen
  - E35, E42 Frankfurt nad Mohanem
  - E50 Mannheim